# Jan Kanty Turski

Herb Rogala, którym pieczętowali się Turscy (Jan Kanty Rogala to jeden z pseudonimów Jana Kantego Turskiego)

Jan Kanty Turski (ur. 1832 w Krakowie, zm. 4 sierpnia 1870 tamże) – polski poeta, pisarz, dramaturg i publicysta czasopism krakowskich, lwowskich i warszawskich, nauczyciel.

## Życiorys
Był synem napoleończyka Szczepana Turskiego, który zmarł w czasie jego dzieciństwa, jego matka zaś, pochodząca z domu Stanclów, zmarła u progu jego dorosłości. W gimnazjum i przez 2 lata studiów prawniczych był kolegą Władysława Tarnowskiego, później przeniósł się na wydział filologiczno-historyczny, który ostatecznie ukończył mimo biedy. Następnie zaczął naukę w seminarium w Tarnowie, z którego zrezygnował, przyjmując posadę guwernera. Wówczas powstał Artysta bez sławy. Następnie został nauczycielem w gimnazjum w Nowym Sączu, ale został aresztowany na kilka miesięcy, gdyż znaleziono jego listy u brata, który był podejrzany o spisek, dodatkowo obciążającym było znalezienie przy Janie wielu wierszy patriotycznych. Z powodu zakazu nauczania najpierw publikował w „Dodatku do Czasu”, a od końca 1860 do 1862 wydawał pismo „Niewiasta”, w którym zamieszczał swoje utwory, pisywał też „Gwiazdki Cieszyńskiej”, następnie współpracował przez kilkanaście lat z „Dziennikiem Literackim”. Żył w wielkiej biedzie, próbując zwiększyć swoje dochody, nawiązał współpracę z pismem politycznym „Kronika”, co zakończyło się wyrokiem więzienia za przestępstwo prasowe. Później wyjechał do Warszawy i objął redakcję „Bazaru”, pisywał do „Dzwonka”, „Przyjaciela dzieci”, „Kłosów”, „Opiekuna domowego”, „Tygodnika Ilustrowanego”.
W 1866 r. ożenił się z Lidią Filippi, córką krakowskiego rzeźbiarza Pawła Filipiego, w rok później powrócił do Krakowa, tu jednak, w mieście mniejszym, powróciły kłopoty finansowe. Publikował w „Mrówce”, następnie pod pseudonimem w „Ogniwie” wydawanym w Czerniowcach, powrócił do zawodu nauczyciela. W 1869 r. zachorował, pod koniec roku powrócił do Krakowa, gdzie 4 sierpnia 1870 zmarł.
Jana Kantego Turskiego fascynowały Tatry, jeździł do Zakopanego od początków aktywności literackiej (przed 1860), a także publikował na ich temat w prasie.

## Utwory

### Poetyckie
- Artysta bez sławy: powieść poetyczna, Kraków: K. Budweiser, 1858 (wyd. I), Lwów: nakładem „Dziennika Literackiego”, 1866 (wyd. II).
- Poezye Jana Kantego Turskiego, Kraków: Ż. J. Wywiałkowski, 1862; oraz Redakcya Niewiasty, 1862.
- W jassyrze: poemat historyczny, Kraków: Druk „Czasu”, 1862.
- Licytacja, poemat opublikowany w „Mrówce”.

### Prozatorskie
- Protekcje i intrygi, monografia opublikowana w „Niewiaście”.
- Życie bez jutra: powieść, Lwów: Redakcja „Dziennika Literackiego”, 1864 (wyd. I), Gródek: J. Czaiński, 1902.
- Kulig pod pseudonimem J.K. Rogala, publikowany w zeszytach miesięcznych „Dodatku do Czasu”.
- Wielkie początki: powieść w 2 częściach, złożona z obrazków i wspomnień krakowskich, Lwów: K. Wild, 1865.
- Dalecy krewni: powieść spółczesna, Lwów: Dziennik Literacki, 1866.
- Ocalona (powieść), opublikowana w piśmie „Bazar”.
- List zabójczy (powiastka Jan Kantego Turskiego i Juliusa Evoli), 1867[7].
- Ostatnia wola: powieść z życia ludu górskiego, Poznań: F. Bażyński, 1868 (wyd. I), Poznań, 1887 (wyd. II), Leitgeber, 1900[8]
- Niespodzianka królewska z czasów Stefana Batorego, opowiadanie w Wiadomość o ludach słowiańskich zamieszkujących Węgry: opowiadania, zebrane przez Władysława Ludwika Anczyca, Kraków: Wydawnictwo Czytelni Ludowej, 1870[9].
- Zochna Hrabianka, Lwów, 1870[10].
- Nieszczęsny legat: powieść spółczesna, Poznań: M. Leitgeber, 1871.
- Oczekiwany (powiastka), opublikowana w piśmie „Towarzysz”.
- Wnuczka, powieść na zamówienie pisma „Kalina”.

#### Historyczne
- Maryna Mniszchówna, monografia opublikowana w „Niewiaście”.
- Maria Kazimiera, monografia opublikowana w „Niewiaście”.
- Jadwiga królowa polska, monografia opublikowana w „Niewiaście”.
- Abecadlnik historyczny, Kraków J. Bensdorff, 1862 (wyd. I), tamże, 1864 (wyd. II).
- Marcin Lelewel Borelowski, Kraków: Ż. J. Wywiałkowski, 1863.
- Antoni Morawski, rzeźnik, konfederat: historja prawdziwa, Kraków: nakładem własnym, drukiem Uniwersytetu Jagiellońskiego, 1867.
- Przewodnik dla zwiedzających kopalnie Wieliczki: według najświeższych źródeł, Księgarnia Wydawnictw Dzieł Tanich i Pożytecznych, 1868.

### Dramatyczne
- Małżeństwo zaimprowizowane: komedya w 1 akcie, Kraków: drukiem „Czasu”, Kraków, 1860.
- Ulicznik krakowski, nakładem autora, Lwów: wydawnictwo M.F. Poręba, 1862; Bochnia, Kraków: W. Pisz, 1862; Kraków: Ż. J. Wywiałkowski, Tomy 1-3, 1862[11].
- Dobosz  rozbójnik karpacki: obrazek dramatyczny w 3 aktach, Kraków: J. Bensdorff, 1865.
- Ostatnie chwile Stańczyka (jednoaktówka), opublikowana w „Tygodniku Ilustrowanym”.
- Astolf, król duchów alpejskich: bajeczka czarodziejska w 3 aktach. (Teatra dla dzieci), Kraków: J. Bensdorff, 1865 (wyd. I), Tarnów: M. Fenichel, Tarnów, 1878 (wyd. II).
- Cesarz Rudobrody. Bajeczka czarodziejska w 2 aktach, Kraków: J. Bensdorff, 1865.
- Cyk, cak, cyk, czyli Kto siędzie jeszcze do stołu. komedyjka w 1 akcie, Kraków: J. Bensdorff, 1865.
- Cud, czyli Krakowiacy i Górale, dramat ludowy w 2 aktach, podług Bogusławskiego, Kraków: J. Bensdorff, 1865.
- Szopka krakowska, Kraków: J. Bensdorff, Kraków, 1865.
- Rozjemca po ukazie: obrazek powieściowy, Toruń: F. T. Rakowicz, J. Buszczyński, 1868.
- Faworyt: komedyjka w 1 akcie, wyd. własnym nakładem, Lwów: wydawnictwo H. Jasieński, Lwów, 1869.

### Przekłady
- Friedrich Schiller, Don Carlos, Kraków: J. Bensdorf, 1865 (wyd. I), Tarnów: M. Fenichl, 1878 (wyd. II).
- Friedrich Schiller, Zbójcy, wyd. J. Bensdorf, 1865.